# Raphaël Alibert

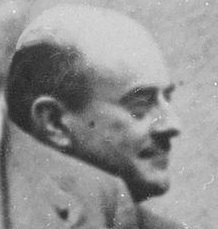
Raphaël Alibert in 1940

Raphaël Alibert (Saint-Laurent (Lot), 17 februari 1887 – Parijs, 5 juni 1963) was een Franse politicus en minister in de Vichy-regering.
Alibert studeerde voor advocaat aan de universiteit van Parijs en studeerde op het proefschrift Les Syndicats, associations et coalitions de fonctionnaires af in 1909. Hij was specialist in het administratief recht en werd advocaat voor verzoekschriften bij de Conseil d'État. In 1917 werd hij gekozen als kabinetschef van Henry Lémery in het kabinet-Clemenceau.
In 1924 ging hij werken voor de industrieel Ernest Mercier. Alibert raakte geïnteresseerd in de ideeën van Charles Maurras en raakte betrokken bij de Action Française. In 1936 werd hij bemiddelaar in de onderhandelingen tussen werknemers en werkgevers voor de metaalbedrijven in de regio Parijs. In december 1937 werd zijn appartement doorzicht op verdenking van lidmaatschap van La Cagoule maar dit is nooit bewezen ondanks dat hij partijbijeenkomsten bezocht. 
Vanaf 1937 was Alibert een naaste medewerker van Philippe Pétain. Op 19 mei 1940 werd hij benoemd tot directeur van het civiele kabinet van Pétain in de regering-Reynaud. Op 16 juni werd hij ondersecretaris van Staat in de nieuwe regering van Pétain. Hij was van 12 juli 1940 tot 27 januari 1941 Grootzegelbewaarder (Garde des Sceaux) of minister van Justitie in de Vichy-regering. Hij kondigde op 13 augustus 1940 een wet af die geheime organisaties ontbond (onder andere Vrijmetselaars) en kondigde verder diverse antisemitische wetten af.
In oktober 1940 ondertekende Alibert de Statut des juifs, hij herzag Joodse naturalisaties en op 22 juli 1940 richtte hij een comité op dat 500.000 naturalisaties sinds 1927 moest herzien. Dit resulteerde erin dat de Franse nationaliteit van 15.000 mensen (van wie 40% Joden) werd herroepen.
Hij had een actieve rol bij het tot stand brengen van de val van Pierre Laval op 13 december 1940.
Na 1944/1945 vluchtte Alibert naar het buitenland en werd bij verstek op 7 maart 1947 veroordeeld. Hij leefde in België in ballingschap en hem werd in 1959 amnestie verleend. 